# Orczyk (rolnictwo)

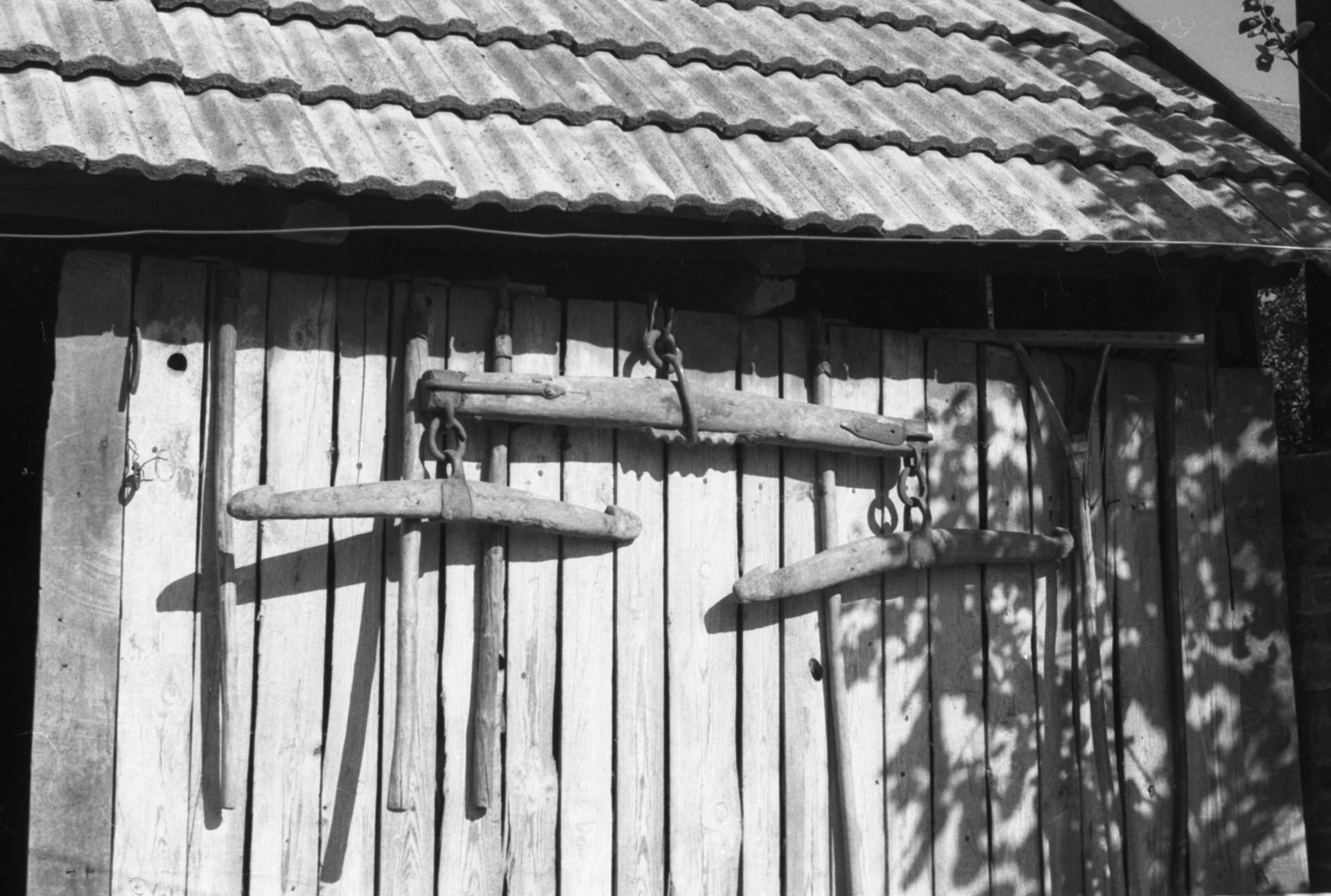
Orczyki z orczycą wiszące na ścianie szopy

Orczyk – część zaprzęgu np. wozu lub narzędzia rolniczego (pługa, brony). Jest to drewniany drążek zawieszony poziomo u orczycy lub bezpośrednio do pojazdu (narzędzia), do którego zaczepia się zakończenia uprzęży chomątowej lub szorowej (pasów ciągowych, postronków, łańcuchów) założonej na zwierzę pociągowe.

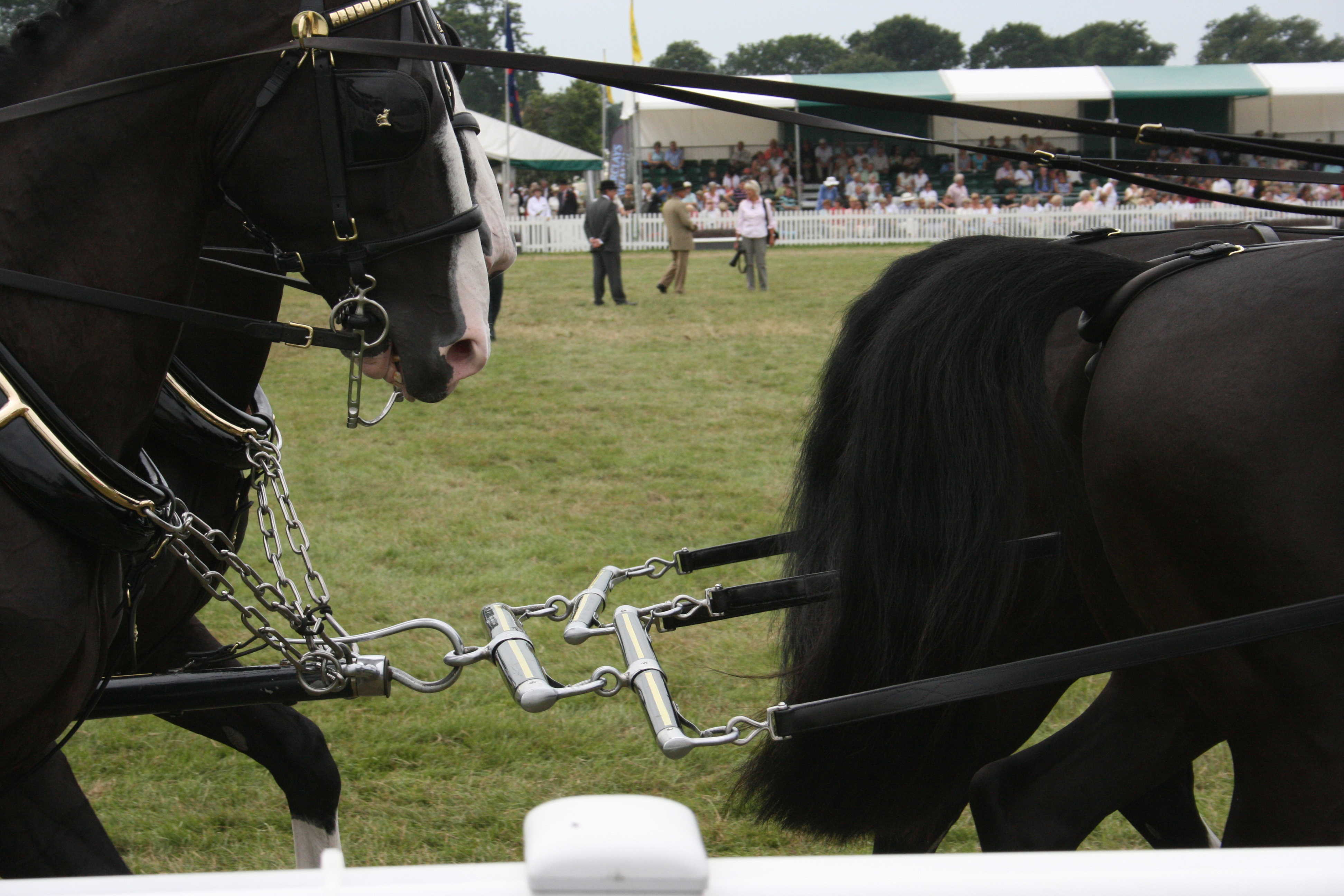
Orczyki z orczycą w zaprzęgu